# 부분 정의 함수

부분 정의 함수의 예

단사 부분 정의 함수의 예

수학에서 부분 정의 함수(部分定義函數, 영어: partially defined function) 또는 부분 함수(部分函數, 영어: partial function)는 정의역의 일부분에만 정의되는, 함수의 개념의 일반화이다.

## 정의
집합 {\displaystyle X}와 {\displaystyle Y}가 주어졌다고 하자. 그렇다면, {\displaystyle X}에서 {\displaystyle Y}로 가는 부분 정의 함수는 정의역 {\displaystyle \operatorname {dom} f}이 {\displaystyle X}의 부분 집합이며, 공역이 {\displaystyle Y}인 함수 {\displaystyle f}이다. 이들의 집합을 {\displaystyle \operatorname {Pfn} (X,Y)}로 표기하자.
{\displaystyle \operatorname {Pfn} (X,Y)=\bigsqcup _{A\subseteq X}Y^{A}}
부분 정의 함수는 다음과 같이 달리 생각할 수도 있다. 우선, 점을 가진 집합
{\displaystyle X_{\bullet }=X\sqcup \{\bullet _{X}\}}
{\displaystyle Y_{\bullet }=X\sqcup \{\bullet _{Y}\}}
를 정의하자. 그렇다면 다음 세 개념이 동치이다.
- 부분 정의 함수 {\displaystyle f\colon X\to Y}
- 점을 보존하는 함수 {\displaystyle f_{\bullet }\colon X_{\bullet }\to Y_{\bullet }}
- 함수 {\displaystyle f_{\bullet }|_{X}\colon X\to Y_{\bullet }}

이 경우
{\displaystyle \operatorname {dom} f=f_{\bullet }^{-1}(Y)=f_{\bullet }^{-1}(Y_{\bullet }\setminus \{\bullet _{Y}\})}
이다. 특히, {\displaystyle \operatorname {Pfn} (X,Y)}는 지수 집합 {\displaystyle Y_{\bullet }^{X}}와 표준적으로 일대일 대응한다.

### 부분 순서
{\displaystyle X\to Y} 부분 정의 함수들의 집합을 {\displaystyle \operatorname {Pfn} (X,Y)}라고 표기하자. 그렇다면, 그 위에는 다음과 같은 부분 순서를 줄 수 있다.
{\displaystyle f\leq g\iff \left(\operatorname {dom} f\subseteq \operatorname {dom} g\land g|_{\operatorname {dom} f}=f\right)}
그렇다면 {\displaystyle \operatorname {Pfn} (X,Y)}는 부분 순서 집합을 이룬다.
기수 {\displaystyle \kappa }가 주어졌다고 하자. 그렇다면, {\displaystyle \operatorname {Pfn} (X,Y;\kappa )}는 정의역의 크기가 {\displaystyle \kappa } 미만인 부분 정의 함수들의 집합이다.:211, Definition VII.6.1
{\displaystyle \operatorname {Pfn} (X,Y;\kappa )=\{f\in \operatorname {Pfn} (X,Y)\colon |\operatorname {dom} f|<\kappa \}=\bigsqcup _{A\subseteq X}^{|A|<\kappa }Y^{A}}
이 역시 부분 순서 집합을 이룬다.

## 성질

### 조합론적 성질
{\displaystyle \operatorname {Pfn} (X,Y)\cong Y_{\bullet }^{X}}의 크기는 다음과 같다.
{\displaystyle |\operatorname {Pfn} (X,Y)|=(|Y|+1)^{|X|}=\sum _{A\in {\mathcal {P}}(X)}|Y|^{|A|}=\sum _{0\leq \kappa \leq |X|}|Y|^{\kappa }{\binom {|X|}{\kappa }}}
(이는 {\displaystyle X}, {\displaystyle Y}가 무한 집합일 경우에도 성립한다.)
{\displaystyle \operatorname {Pfn} (X,Y;\lambda )}의 크기는 다음과 같다.
{\displaystyle |\operatorname {Pfn} (X,Y;\lambda )|=\sum _{0\leq \kappa <\lambda }|Y|^{\kappa }{\binom {|X|}{\kappa }}}

### 순서론적 성질

#### 극대·극소 원소
{\displaystyle \operatorname {Pfn} (X,Y)}의 (유일한) 최소 원소는 정의역이 공집합인 유일한 함수이다.
{\displaystyle \operatorname {Pfn} (X,Y)}의 극대 원소는 {\displaystyle \operatorname {dom} f=X}인 함수 {\displaystyle f\in Y^{X}\subseteq \operatorname {Pfn} (X,Y)}이다.

#### 반사슬 조건
만약 {\displaystyle Y}가 가산 집합이라면, {\displaystyle \operatorname {Pfn} (X,Y;\aleph _{0})}는 가산 강상향 반사슬 조건을 만족시킨다. (이 사실은 강제법에서 중요하게 쓰인다.)
임의의 집합 {\displaystyle X}, {\displaystyle Y} 및 기수 {\displaystyle \kappa }가 주어졌다고 하고,
{\displaystyle \lambda =(|Y|^{<\kappa })^{+}=\left(\sup _{\kappa '<\kappa }|Y|^{\kappa }\right)^{+}}
라고 하자. 그렇다면, {\displaystyle \operatorname {Pfn} (X,Y;\kappa )}는 {\displaystyle \lambda }-강상향 반사슬 조건을 만족시킨다.

#### 포괄적 순서 아이디얼
임의의 기수 {\displaystyle \kappa \geq \aleph _{0}} 및 {\displaystyle \operatorname {Pfn} (X,Y;\kappa )}의 포괄적 순서 아이디얼 {\displaystyle G\subseteq \operatorname {Pfn} (X,Y;\kappa )}가 주어졌다고 하자. 그렇다면, 순서 아이디얼은 상향 원순서 집합이므로 상한 {\displaystyle \sup G\in \operatorname {Pfn} (X,Y;\kappa )}가 항상 존재하며, 또한 다음이 성립한다.:211, Lemma VII.6.2
- 만약 {\displaystyle \aleph _{0}\leq \kappa }라면, {\displaystyle \operatorname {dom} \sup G=X}이다. 즉, {\displaystyle \sup G\in Y^{X}}는 ({\displaystyle X} 전체에 정의된) 함수이다.

- 만약 {\displaystyle \aleph _{0}\leq \kappa \leq |X|}라면, {\displaystyle \operatorname {im} \sup G=Y}이다. 즉, {\displaystyle \sup G\in Y^{X}}는 전사 함수이다.

### 범주론적 성질
다음과 같은 범주 {\displaystyle \operatorname {Set_{part}} }를 생각하자.
- {\displaystyle \operatorname {Set_{part}} }의 대상은 집합이다.
- 두 집합 {\displaystyle X}, {\displaystyle Y} 사이의 사상 {\displaystyle f\colon X\to Y}은 부분 정의 함수 {\displaystyle f\in \operatorname {Pfn} (X,Y)}이다.

그렇다면, {\displaystyle \operatorname {Set_{part}} }는 점을 가진 집합의 범주 {\displaystyle \operatorname {Set} _{\bullet }}와 동치이다.:10
{\displaystyle \operatorname {Set_{part}} \simeq \operatorname {Set} _{\bullet }}
다음과 같은 범주 {\displaystyle \operatorname {Set_{part,inj}} }를 생각하자.
- {\displaystyle \operatorname {Set_{part}} }의 대상은 집합이다.
- 두 집합 {\displaystyle X}, {\displaystyle Y} 사이의 사상 {\displaystyle f\colon X\to Y}은 단사 부분 정의 함수 {\displaystyle f\in \operatorname {Pfn} (X,Y)}이다. (즉, 이는 {\displaystyle X}의 부분 집합과 {\displaystyle Y}의 부분 집합 사이의 전단사 함수이다.)

그렇다면 {\displaystyle \operatorname {Set_{part,inj}} }는 스스로의 반대 범주와 동치이다.:289, Exercise 5.7.3
{\displaystyle \operatorname {Set_{part,inj}} \simeq \operatorname {Set_{part,inj}} ^{\operatorname {op} }}

### 강제법적 성질
(편의상, 강제법에 공시작 집합·포괄적 필터 대신 공종 집합·포괄적 순서 아이디얼을 사용하자.)
ZFC의 가산 표준 추이적 모형 {\displaystyle M} 및 {\displaystyle X,Y\in M}과 {\displaystyle \kappa \in \operatorname {Card} ^{M}}이 주어졌다고 하자. 그렇다면 {\displaystyle M} 속에서 {\displaystyle \operatorname {Pfn} (X,Y,\kappa )^{M}\in M}을 구성할 수 있다. 그렇다면, {\displaystyle M}에 {\displaystyle \operatorname {Pfn} (X,Y,\kappa )^{M}}의 포괄적 순서 아이디얼 {\displaystyle G\subseteq \operatorname {Pfn} (X,Y,\kappa )^{M}}를 추가한 강제법 모형 {\displaystyle M[G]}를 정의할 수 있다. 이를 코언 강제법(영어: Cohen forcing)이라고 한다.:§VII.5
구체적으로, {\displaystyle S\in M}에 대하여 {\displaystyle X=S\times \mathbb {N} }이자 {\displaystyle Y=\{0,1\}}, {\displaystyle \kappa =\aleph _{0}}이라고 놓자. ({\displaystyle \aleph _{0}=\mathbb {N} =\omega }는 절대적이다.) 또한
{\displaystyle M\models |S|\geq \aleph _{2}}
라고 하자. 즉,
{\displaystyle |S|\geq \omega _{2}^{M}}
이라고 하자. (여기서 {\displaystyle \omega _{1}^{M}\in \operatorname {Ord} ^{M}=\operatorname {Ord} \cap M}은 순서수이지만 기수가 아닐 수 있다.) 그렇다면
{\displaystyle M[G]\models \lnot {\mathsf {CH}}}
임을 보일 수 있다:208, §VII.5 ({\displaystyle {\mathsf {CH}}}는 연속체 가설).